# Giuseppe Rinaldi
Pour les articles homonymes, voir Rinaldi.
Giuseppe « Peppino » Rinaldi né à Rome, 14 septembre 1919 et mort en cette même ville le 15 décembre 2007  est un doubleur et acteur italien.

## Biographie
Giuseppe Rinaldi est apparu dans 22 films entre 1939 et 1982. 
Il a assuré entre autres le doublage en italien des acteurs Marlon Brando, Jack Lemmon et Paul Newman.
Il a été marié aux actrices Maria Pia Casilio et Marina Dolfin.

## Filmographie partielle
- 1939 : Les Grands Magasins (I grandi magazzini) de Mario Camerini
- 1939 : Batticuore, réalisation Mario Camerini
- 1939 : La notte delle beffe, réalisation Carlo Campogalliani
- 1940 : Dopo divorzieremo, réalisation Nunzio Malasomma
- 1940 : Il prigioniero di Santa Cruz, réalisation Carlo Ludovico Bragaglia
- 1940 : La Première Femme qui passe (La prima donna che passa) de Max Neufeld
- 1940 : Cuori nella tormenta, réalisation Carlo Campogalliani
- 1940 : Il cavaliere di Kruja, réalisation Carlo Campogalliani
- 1941 : Turbamento, réalisation Guido Brignone
- 1941 : La bocca sulla strada, réalisation Roberto Roberti (doublage par Stefano Sibaldi)
- 1942 : Oro nero, réalisation Enrico Guazzoni
- 1942 : Addio, amore!, réalisation Gianni Franciolini
- 1943 : Musica proibita, réalisation Carlo Campogalliani
- 1945 : Il ratto delle Sabine, réalisation Mario Bonnard
- 1946 : Sangue a Ca' Foscari, réalisation Max Calandri
- 1946 : L'elisir d'amore, réalisation Mario Costa
- 1947 : L'amante del male, réalisation Roberto Bianchi Montero
- 1948 :  Emigrantes, réalisation Aldo Fabrizi
- 1950 :  Taxi de nuit, réalisation Carmine Gallone
- 1970 :  Le castagne sono buone, réalisation Pietro Germi
- 1976 :  Savana violenta, réalisation Antonio Climati et Mario Morra (narrateur)
- 1982 :  Eccezziunale veramente, réalisation Carlo Vanzina (narrateur)